# Lille Svinøya
Lille Svinøya ou Litle Svinøya est une île dans le landskap Sunnhordland du comté de Vestland. Elle appartient administrativement à Kvinnherad.

## Géographie
Rocheuse et couverte d'arbres, elle s'étend sur environ 230 m de longueur pour une largeur approximative de 200 m. 